# Jajá
Hugo Gomes dos Santos Silva, kallad Jajá, född 18 mars 1995, är en brasiliansk fotbollsspelare som spelar som central mittfältare. Jajá har gjort 6 matcher i det brasilianska U20-landslaget. Under 2018 lånade Flamengo ut honom till Kalmar FF.    

## Klubbkarriär

### Tidig karriär
Född i Rio de Janeiro, började Jajá sin fotbollskarriär med Tigres do Brasil till 2006 när han flyttade till Flamengos ungdomslag och där han spelade på ungdomsnivå fram till 2015. 
Den 1 januari 2015 undertecknade Jajá sitt första professionella kontrakt med Flamengo. Han gjorde sin ligadebut den 11 september 2015 mot Cruzeiro på Maracanãstadion, en match som Flamengo vann med 2–0.  

#### Kalmar (lån)
I juli 2018 gick Jajá till Kalmar FF på lån till slutet av säsongen 2018. I Kalmar FF blev det bara tre matcher. Hans kontrakt med Flamengo förnyades sedan inte och han släpptes i slutet av säsongen av både Flamengo och Kalmar FF.
Den 31 augusti 2020 blev det klart att Jajá återvände till Kalmar FF på ett kontrakt som sträckte sig över säsongen 2020, med option på säsongen 2021. Efter säsongen 2020 lämnade Jajá klubben.

## Internationell karriär
Jajá har representerat Brasilien i det brasilianska U20-landslaget sedan 2015. Han spelade i U20-världsmästerskapet i fotboll 2015 där Brasilien slutade tvåa och han spelade då i sex matcher. 